# Badania miazgi zębów
Badania miazgi zębów – zestaw metod diagnostycznych stosowanych w stomatologii w celu określenia stanu żywotności miazgi i tkanek okołowierzchołkowych. Badania opierają się na rejestrowaniu zdolności do przewodzenia włókien nerwowych. Takie badania  mają znaczący wpływ na opracowanie planu leczenia zęba.

## Zastosowanie kliniczne
- zbadanie patologii endodontycznej
- lokalizacja bólu
- ocena stanu miazgi
- planowanie leczenia przedprotetycznego

## Testy żywotności miazgi

### Metoda laserowo-dopplerowska
W teście tym wykorzystywana jest wiązka światła podczerwonego emitowana przez laser w stronę badanych tkanek. Fala tego światła rozprasza się w tkankach, natomiast zostaje wchłonięta przez poruszające się ciągle krwinki czerwone oraz stacjonarne elementy tkanek.